# 원산-함흥 전투

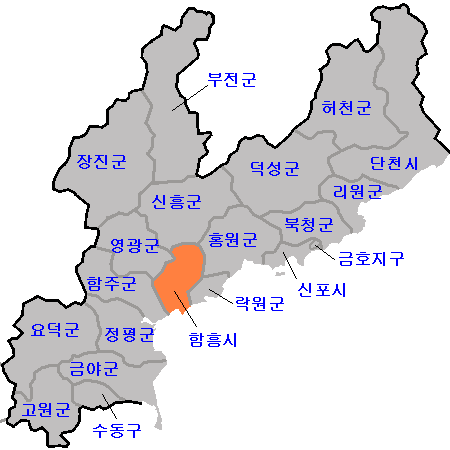
함흥시

원산-함흥 전투(元山-咸興戰鬪) 또는 원산-함흥 철수 (-撤収), 원산-함흥 기지전투 (-基地戰鬪)는 1950년 11월 압록강 부근까지 진격하던 국군과 유엔군이 중공군의 대대적인 개입에 밀려 후퇴하면서, 함흥과 원산을 통해 철수하기 위해 12월 3일부터 15일까지 적군의 포위망을 뚫고 나아간 치열했던 공방전이다. 연합군 은 절대적인 수적 열세에 놓여 있었으나, 한국군 해병대(사령관 준장 신현준)를 중심으로 원산과 함흥을 수성하고 아군 의 안전한 철수를 확보하기 위해 접전을 벌였으며, 결국 해병대 역시 선박을 이용해 부산으로 퇴각함으로써 후방에서 차후의 작전을 도모할 수 있었다. 원산-함흥에서의 해병대의 철수 이후에는 남아있던 미국 10군단과 대한민국 1군단이 피난민들과 함께 24일까지 흥남철수작전이 펼쳐졌다.
위의 전투 외에도 넓은 의미로 1950년 12월 중공군의 개입으로 인해 원산과 함흥 일대에서 벌어진 연합군의 대대적인 철수 작전과 전투를 통틀어 가리키기도 한다.    

## 전개

### 상황
1950년 11월 21일, 미 제 10군단 예하의 미 제 7사단이 혜산진을 점령했고, 미 해병 제 1사단이 장진호까지 전진하여 압록강까지 진격할 태세를 갖춤으로써, 북진통일을 눈앞에 보는 듯 하였으나 중공군의 개입에, 12월 2일부터 미 해병 제 1사단이 철수를 시작하였고, 동부전선의 한국군과 UN연합군 또한 함흥과 원산일대의 교두보로 이동하기 시작하였다. 

이 때 11월 27일부터 12월 13일까지 장진호에서 일어난 전투를 장진호 전투라 한다.

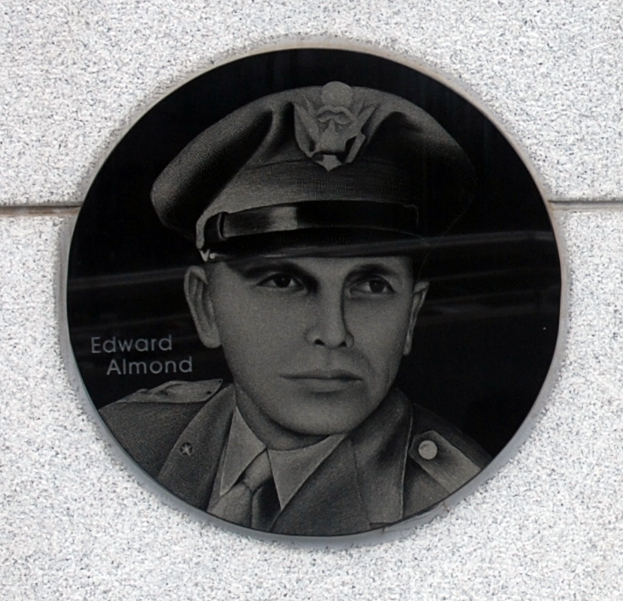
Almond 장군

장진호 전투(長津湖戰鬪), 또는 장진 저수지 전역, 장진 저수지 전투는 한국 전쟁의 결정적 전투 중 하나이다. 중화인민공화국이 한국 전쟁에 참여한 이후, 중국인민지원군 제9병단이 북한 북동쪽으로 침투했다.
1950년 11월 27일, 중국 제9병단은 장진호 지역에서 에드워드 알몬드가 이끄는 미국 제10군단을 기습공격했다. 혹독한 겨울에 잔혹한 17일 간의 전투가 벌어졌다. 11월 27일부터 12월 13일까지 30,000명의 유엔사령부 병력이 올리버 P. 스미스 소장의 지휘를 받고 있었지만 이들은 곧 포위되었고, 마오쩌둥의 유엔군 격파 지시를 받은 쑹스룬이 이끄는 약 120,000명의 중공군이 이들을 공격했다. 유엔군은 이러한 상황에도 불구하고 철수를 위해 싸움을 이어나갔으며 중공군의 사상자를 늘려가며 포위를 돌파했다. 제10군단의 흥남 철수 작전이 유엔군의 북한 철수의 마지막 단계였다. 해병대가 철수에 성공할 수 있었던 이유는 동쪽에서 중공군의 예봉을 맡은 페이스 특수임무부대의 역할이 컸다. 페이스 특수임무부대가 희생을 치르며 포로가 되는 동안, 서쪽의 해병대는 포위되지 않을 수 있었다. 중공군은 유엔군을 북한 동북부에서 몰아내는데 성공했으나 큰 피해를 입었다.

해병대(사령관 준장 신현준)는 미 제 10군단(군단장 소장 아몬드(Edward M. Almond))에 배속되어, 원산을 방어하고, 제 3대대(대대장 소령 김윤근)로써 동양(원산 서쪽 45km)까지 전진하였으나, 급변하는 전황에 대처하여 12월 2일, 사령부와 제 2, 제 5대대는 함흥으로 이동하였고, 제 3대대는 12월 3일, 마전리(원산 서쪽 26km)로 이동한 다음, 다시 원산으로 전진하여 제 1대대와 합세하게 되었다.
  한편 원산에서는 적군 3,000명이 덕원군 일대에서 원산을 위협하였고, 1개 사단 규모의 북한군과 중공군의 혼성부대가 내륙산악지대로부터 마식령(원산 서쪽 25km)에 근접했으며, 중공군의 남하에 따라 적의 세력은 점점 커졌다. 따라서 연합군은 포위되어 전멸당하기 이전에 원산과 함흥을 통하여 선박 등을 이용해 빠르게 철수해야 하는 상황에 놓였다.

### 작전 계획 수립
12월 3일, 해병대는 함흥에 사령부와 제 2, 제 5대대, 원산에 제 1대대, 마전리에 제 3대대가 각각 배치되어 있었고, 미 제 10군단의 예비대로써 일선에 이르는 주보급로와 군단의 후방지역을 방어하고 있었던 미 제 3사단의 작전통제 아래에 있었다. 함흥에 전진한 해병대의 임무는 미 제 3사단의 작전통제에 따라, 함흥교두보의 남쪽을 방어하고, 미 제 3사단 예하 인 제 7연대의 이동을 엄호하는 것이었다. 이때 함흥으로 이동 중인 미 제 7연대는 이미 흑수리(함흥 서북쪽 25km) 근방에서 중공군과 교전상태에 있었다. 사령관 신현준 준장은 교전중인 미 제 7연대를 우선 1개 대대로 지원하는 한편, 1개 대대는 지경(함흥 서남쪽 10km)에 배치하여 지경-흑수리 간 남쪽 기동로를 방어하겠다는 작전을 세웠다.
#작전명령 제 44호
1. 부대는 미 제 7연대를 증원하고, 미 제 3사단과 합동으로 지경-흑수리 간의 남쪽 기동로를 방어하려 한다.
2. 제 2대대는 지경에 이동하여 부여된 지역을 방어하라.
3. 제 5대대는 흑수리에 이동하여 미 제 7연대장의 지휘를 받으라.
4. 사령부는 지경국민학교에 위치한다.

### 전투

#### 사령부 설치 및 경계 임무
12월 3일 : 사령부를 지경국민학교에 설치(함흥 남쪽 10km), 남쪽 신흥리와 서북쪽 추하리에 대한 수색 실시.
12월 4일 : 연포(함흥 남쪽 12km)를 방어하라는 미 제 3사단의 작명에 따라 사령부를 다시 구만리(연포 서북쪽 6km)로 이동
12월 5일 : 미 제 10군단장 아몬드 소장의 작명에 따라 방어 계획 수립
12월 6일 : 제 9중대(중대장 중위 황 영)로 하여금 장덕리(원산 서남쪽 3km)와 방하산리(원산 서쪽 2km) 일대를 수색, 사령부는 서흥리(연포 남쪽 2km)로 이동.

#### 적군의 원산 침공 및 방어 전투 수행
12월 7일 : 원산을 위협하던 적이 덕원의 외곽고지를 모두 점령하고 원산시에 대한 공격을 개시. 중공군의 원산 접근, 원 산시내에서는 적 패잔병으로 구성된 듯한 게릴라까지 출몰하기 시작. 이러한 전화아래에서 진지를 고수하고 있던 제 3 대대는 이날 원산 북방방어선에서 원산부두로 철수하하라는 미 제 3사단의 지시에 따라, 제 10중대, 대대본부, 제 11중대 및 화기중대 순으로 이동을 시작. 제 9중대는 대대의 이동을 엄호하기 위하여 시내로 침입하는 적을 저지하고 있던 중, 11:00경 박격포로 무장된 1,000명 규모의 적이 중대의 진지에 침공, 중대원 111명은 중대장 황 영 중위의 지휘아래 14:00까지 4시간에 걸쳐 접전을 벌임. 결국 적을 격퇴하고 적 사살 15명, 부상 40명, 소총 20정, 실탄 30발을 노획하는 전과를 거두고, 중대도 부상 8명의 손실을 입음.
12월 8일 : 적 병력이 원산 서쪽으로 침입해 원산을 점령함. 하지만 비행장을 중심으로 적의 침공을 저지하면서 우군부대 의 이륙을 엄호하는 한편, 비행장 시설을 반출하는 작업을 지원, 18:00경 각 중대의 수색분대와 제 3중대의 1개 소대는 적 이 점령한 원산시내에서 적을 교란하는 과감한 수색전을 전개함.
12월 9일 : 갈마반도의 비행장에서 마지막 우군부대가 떠남으로써 방어임무를 끝마치고, 20:00부터 제 1중대는 LST 898 함에, 제 2, 제 3, 화기중대 및 대대본부는 LST 973함에 각각 탑승하여 20:30에 최종적으로 원산만을 출항함. 한편 미 해병 제 1사단이 장진호로부터 격전을 거듭하면서 중공군의 포위를 돌파하고 함흥지역으로 이동하는데 성공하였으며, 미 제 10군단의 함흥방어 계획에 따라 예하의 제 1연대는 지경에, 제 5, 제 7연대는 연포비행장부근에 각각 배치됨.
12월 10일 : 해병대가 함흥에 근박하고 있는 중공군이 수적으로는 우세해도 양질의 장비를 갖추지 못했다는 점을 이용해 야간에 가급적 적을 근접시킨 다음, 집중사격을 가함으로써 적을 섬멸하는 방식으로 많은 성과를 거둠.
12월 11일 : 정보수색대가 적의 정찰대와 불시 교전, 3명 사살, 2명 포획, 경기관총 1정과 소총 1정을 노획함.
12월 12일 : 경계 및 방어임무 수행.

#### 해병대 철수
12월 13일 : 해병대는 부대 이동을 위한 준비 명령을 받고, 다음과 같은 철수 준비에 착수함.
#작전명령 제 46호
1. 부대는 현 방어진지를 미 제 7연대에 인계하고, 연포부근으로 이동하여, 부대의 후방 기동을 준비하려한다.
2. 제 2대대는 12월 14일 12:00를 기하여 연포 서쪽 방어진지를 점령하고, 항공이동을 위한 준비를 하라.
3. 사령부는 12월 14일 12:00 이후, 연포비행장에 위치한다.

12월 14일 : 제 2대대는 미 제 7연대에 진지를 인계하고, 14:00경 서흥리(연포 서쪽 2km)에 이동하여 방어진지를 점령하였고, 사령부 역시 연포비행장으로 이동하여 기동을 준비함. 16:00경 선발대로 황영식 소위 이하 21명이 먼서 선편으로 진해를 향하여 출항함.
12월 15일 : 12:00경 함흥에 있던 제 5대대가 미 제 3사단의 지휘를 떠나 진해로 복귀 뒤 연포비행장에 도착함.
연포비행장을 이륙한 해병대는 12월 16일 항공편으로 부산을 떠나 진해에 도착해 부대를 정비하고 교육과 훈련을 하면 서 차후 작전에 대비했다. 해병대는 10월 27일 원산에 상륙한 후 12월 15일 연포를 떠날 때까지 사살 715명, 부상 315명, 포로 18명 등의 눈부신 전과를 올렸다.

## 결과와 의의

### 결과
연포비행장을 이륙한 해병대는 12월 16일 항공편으로 부산을 떠나 진해에 도착해 부대를 정비하고 교육과 훈련을 하면서 차후 작전에 대비했다. 해병대는 10월 27일 원산에 상륙한 후 12월 15일 연포를 떠날 때까지 사살 715명, 부상 315명, 포로 18명 등의 눈부신 전과를 올렸다. 

이후 1950. 12. 15 ~1950. 12. 24의 기간동안 흥남철수작전이 이루어졌다.

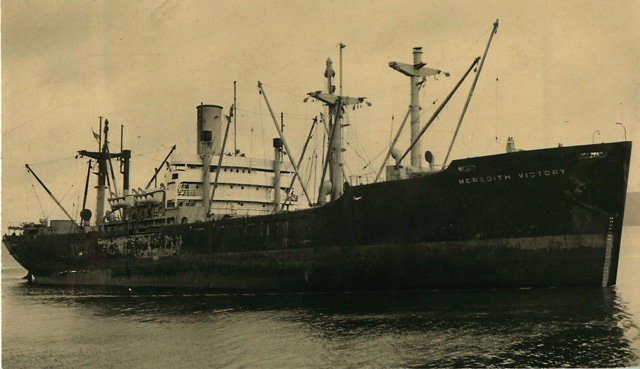
메러디스 빅토리호

한국 전쟁에 중공군이 참전하게 되어 전세가 불리해지자 미군 10(X) 군단과 대한민국 1군단을 흥남항에서 철수시켰다.
김백일 1 군단장과 10(X) 군단  소속의 고문관 현봉학은 에드워드 알몬드 10군단장을 설득하여 피난민까지 철수시키는데 성공했다. 메러디스 빅토리호는 흥남 철수 작전 마지막 남은 상선이 되었고, 온양호는 마지막으로 흥남부두를 떠난 배가 되었다. 메러디스 빅토리아호의 레너드 라루 선장의 결단에 따라 배에 있던 모든 무기를 버려서 무게를 줄이고 피난만 1만 4천여명을 대신 태움으로써, 가장 많은 사람을 태우고 항해한 배로 기네스북에 등재되어있다.
흥남 철수 작전에서 대한민국 제1군단과 미국 제10군단의 장병 100,000명과 차량 17,000대, 피난민 약 100,000명과 350,000t의 군수품을 안전하게 동해상으로 철수시키는 데 성공하였다.

### 의의
중공군은 그들의 포위권 안의 미 10군단을 섬멸하고 38선 이남까지 진출, 전쟁을 조기에 끝맺고자 흥남 포위망을 직접 공격했으나, 오히려 유엔군의 성공적인 흥남철수작전으로 중공군의 대병력이 이 지역으로 흡수 및 견제당하는 현상이 나타났다. 결국 유엔군은 더 이상 큰 혼란에 빠지지 않은 채 차후 작전을 수행할 수 있게 됐고, 이에는 한국 해병대의 헌신이 있었다. 